# مسجد بني داود (جربة)
مسجد بني داود هو معلم أثري تونسي مصنف من قبل المعهد الوطني للتراث يقع في ولاية مدنين في الجنوب الشرقي التونسي، تحديدا في مدينة جربة تم تصنيف المعلم في يوم 15 مارس 2022.

## معرض الصور

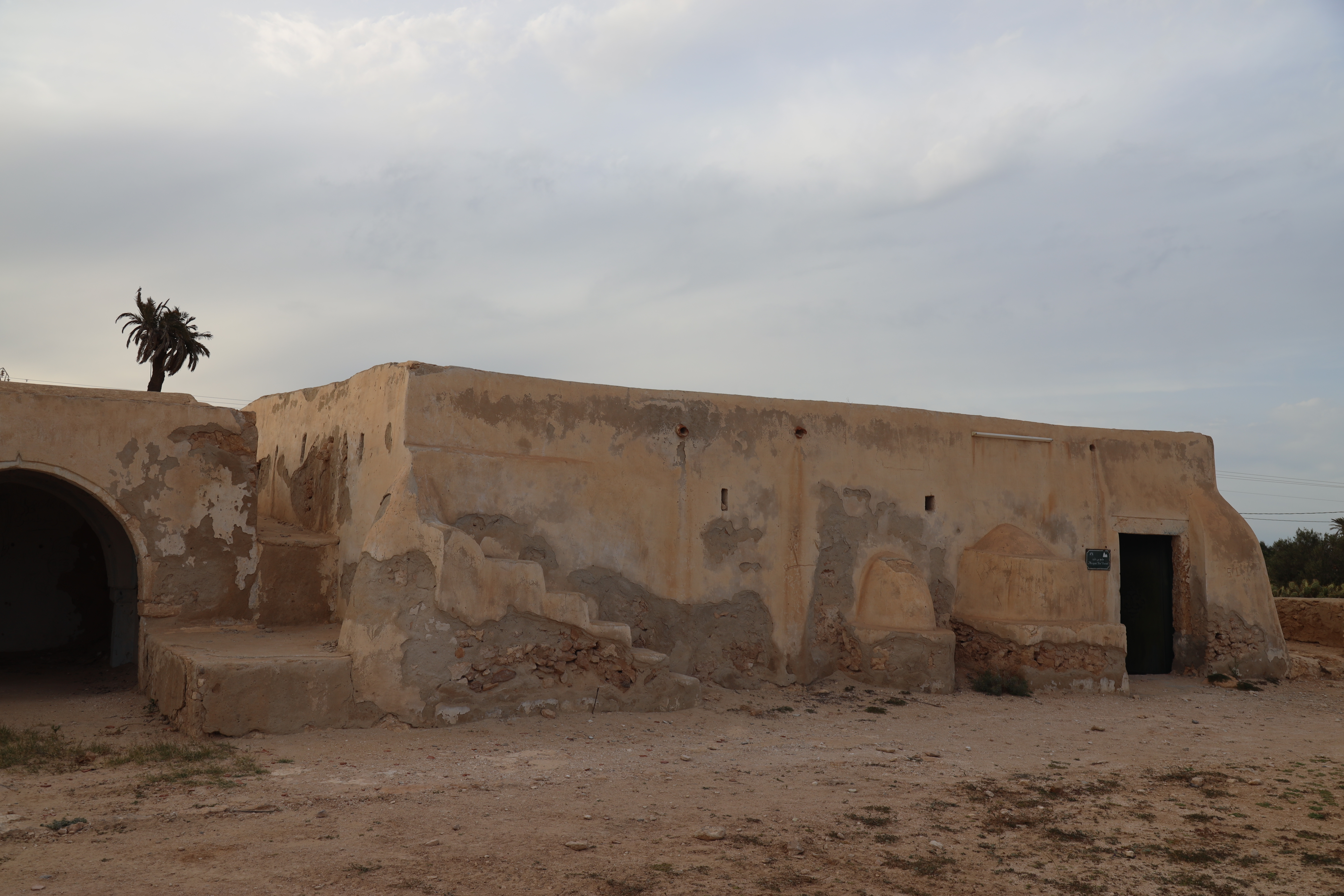
جامع بني داود
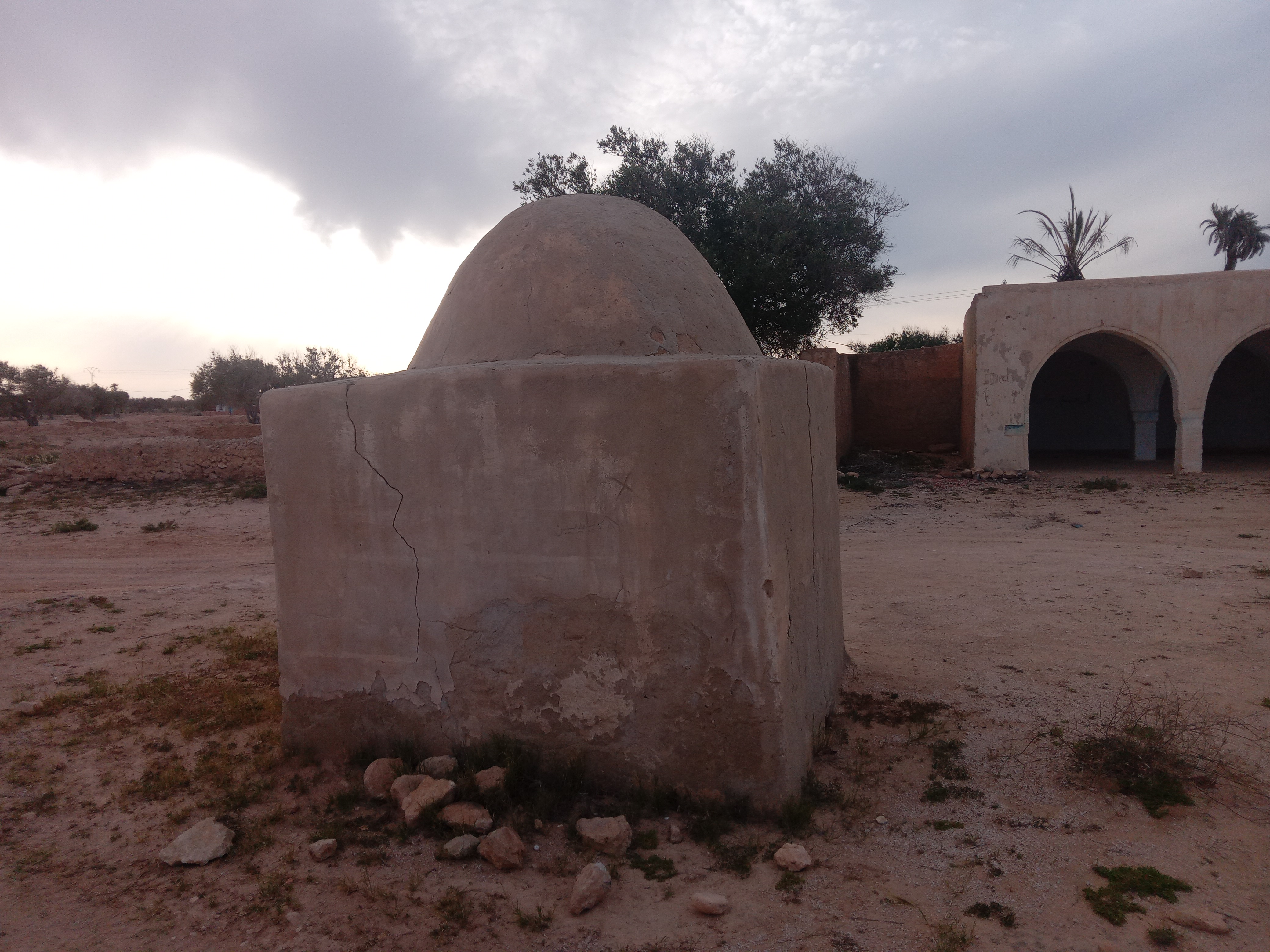
القبة ويظهر معها فناء المسجد
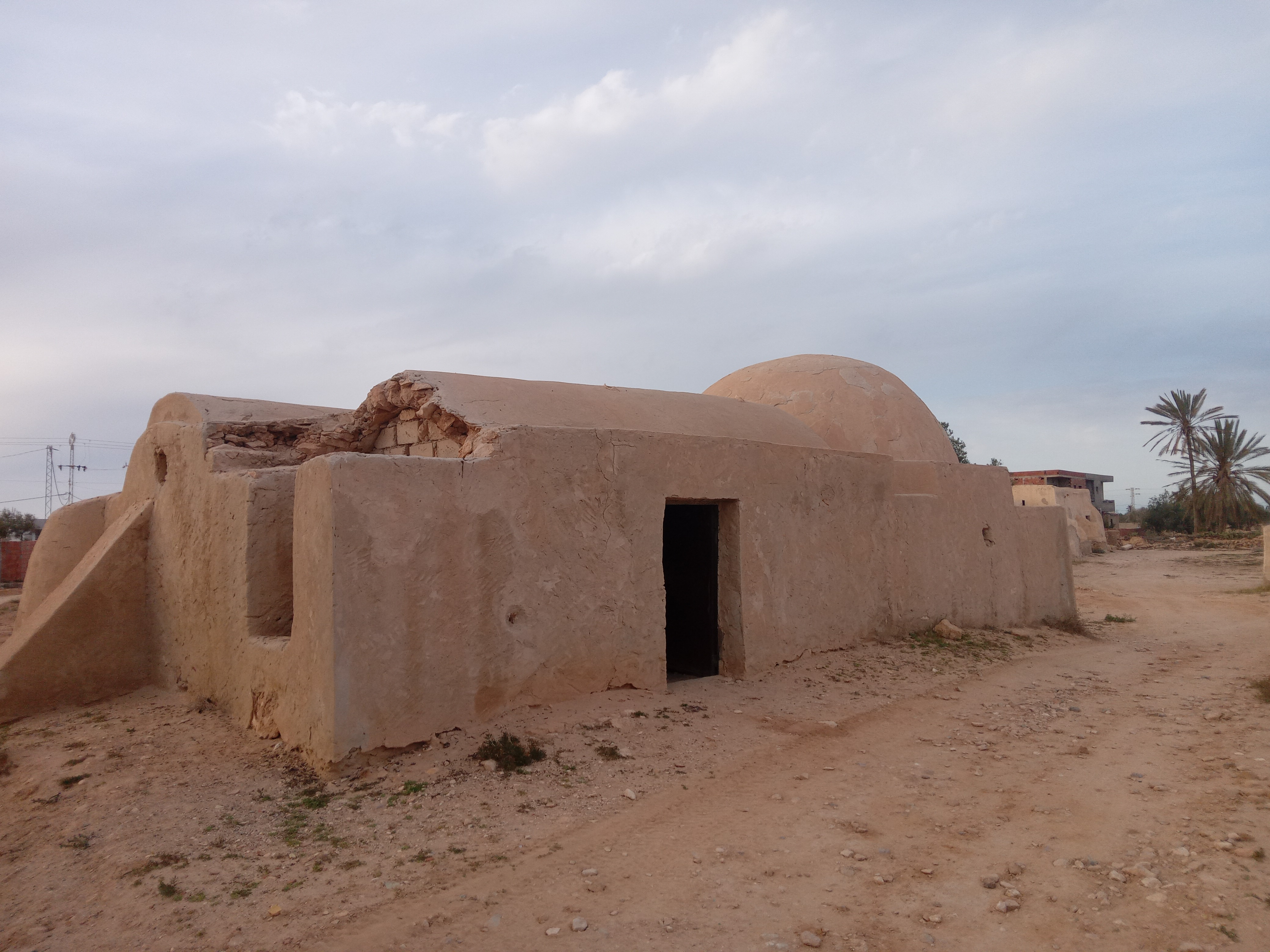
مسجد بني داود
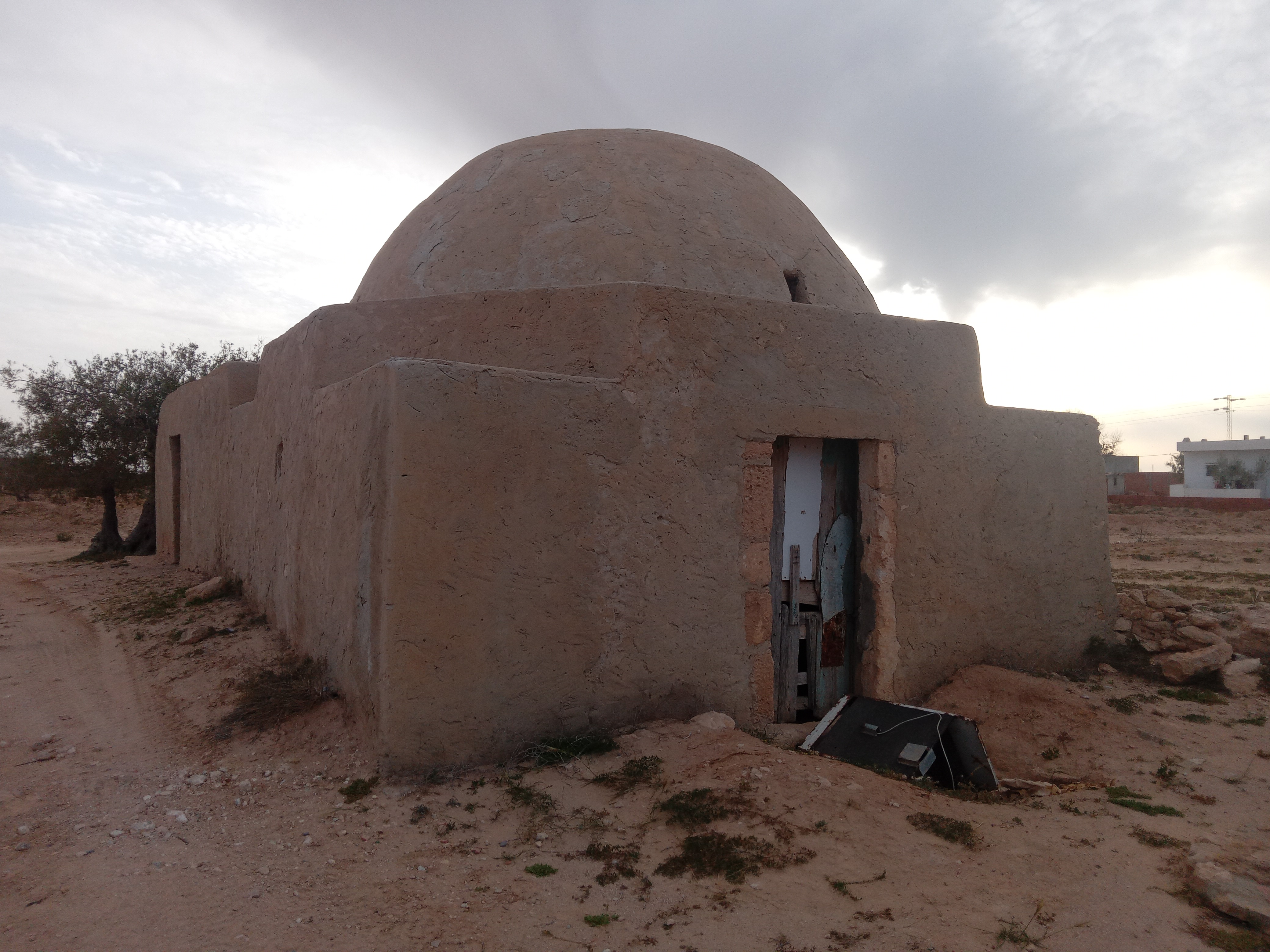
القبة
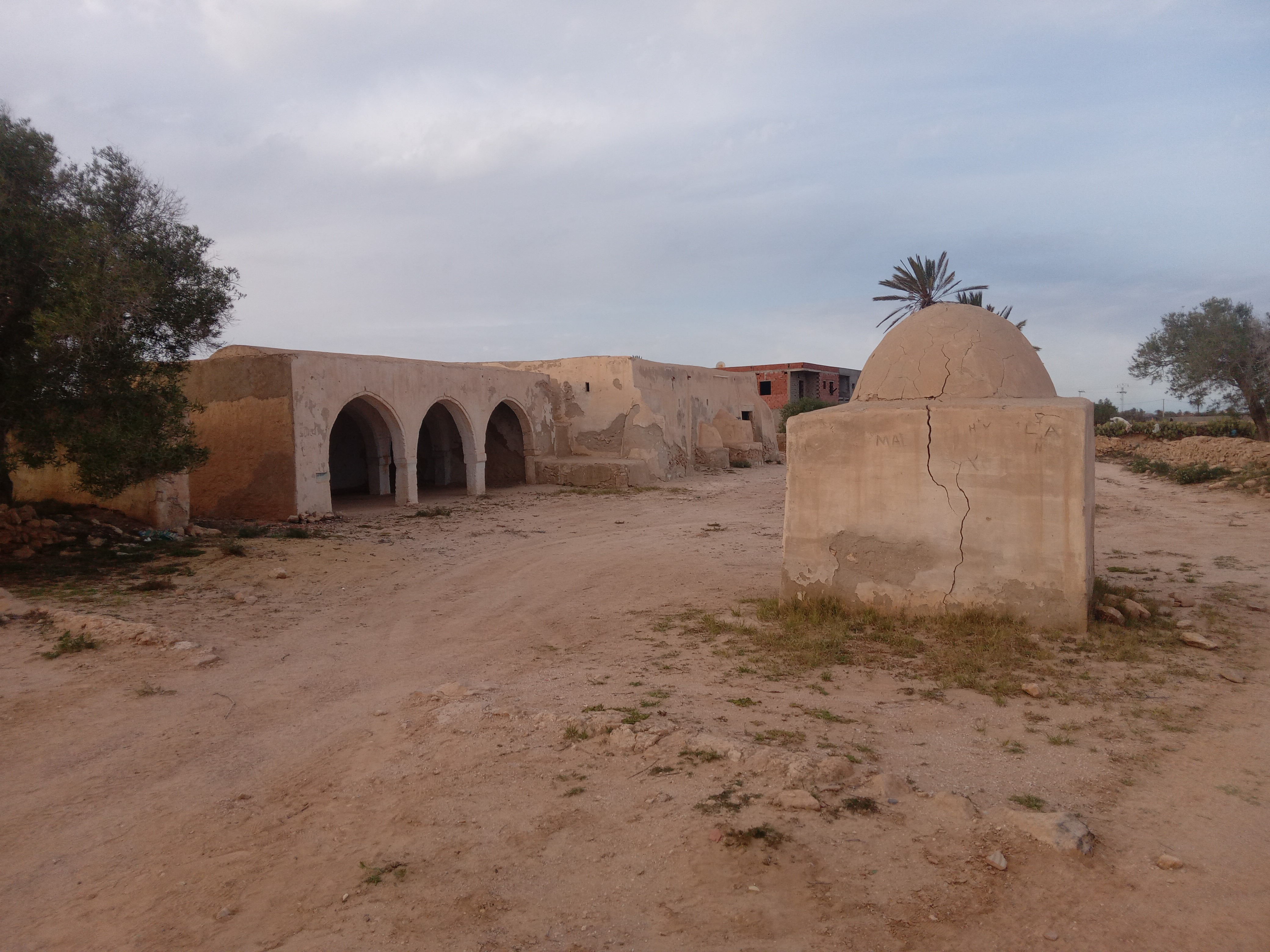
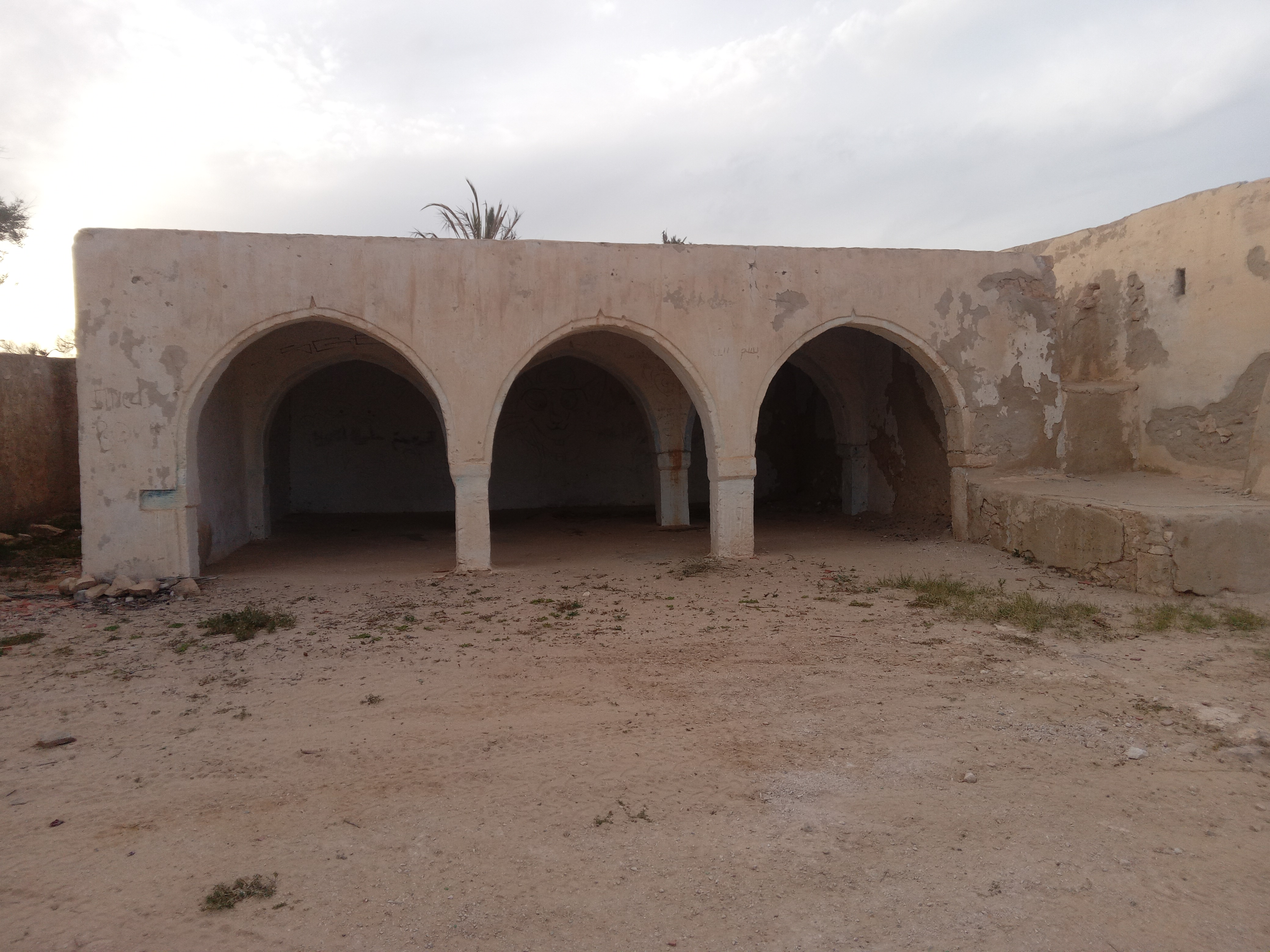
صحن المسجد
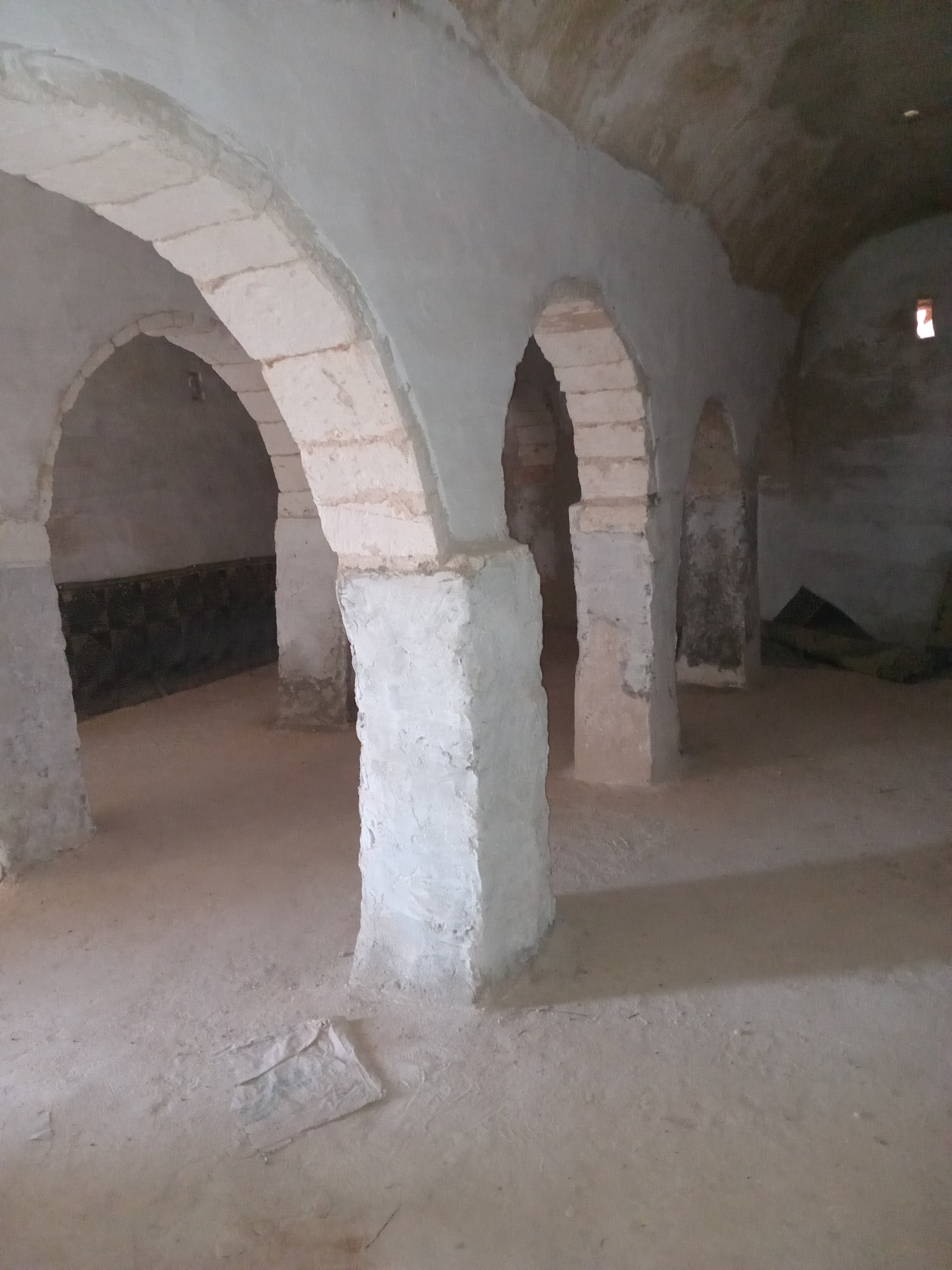
عمارة المسجد من الداخل
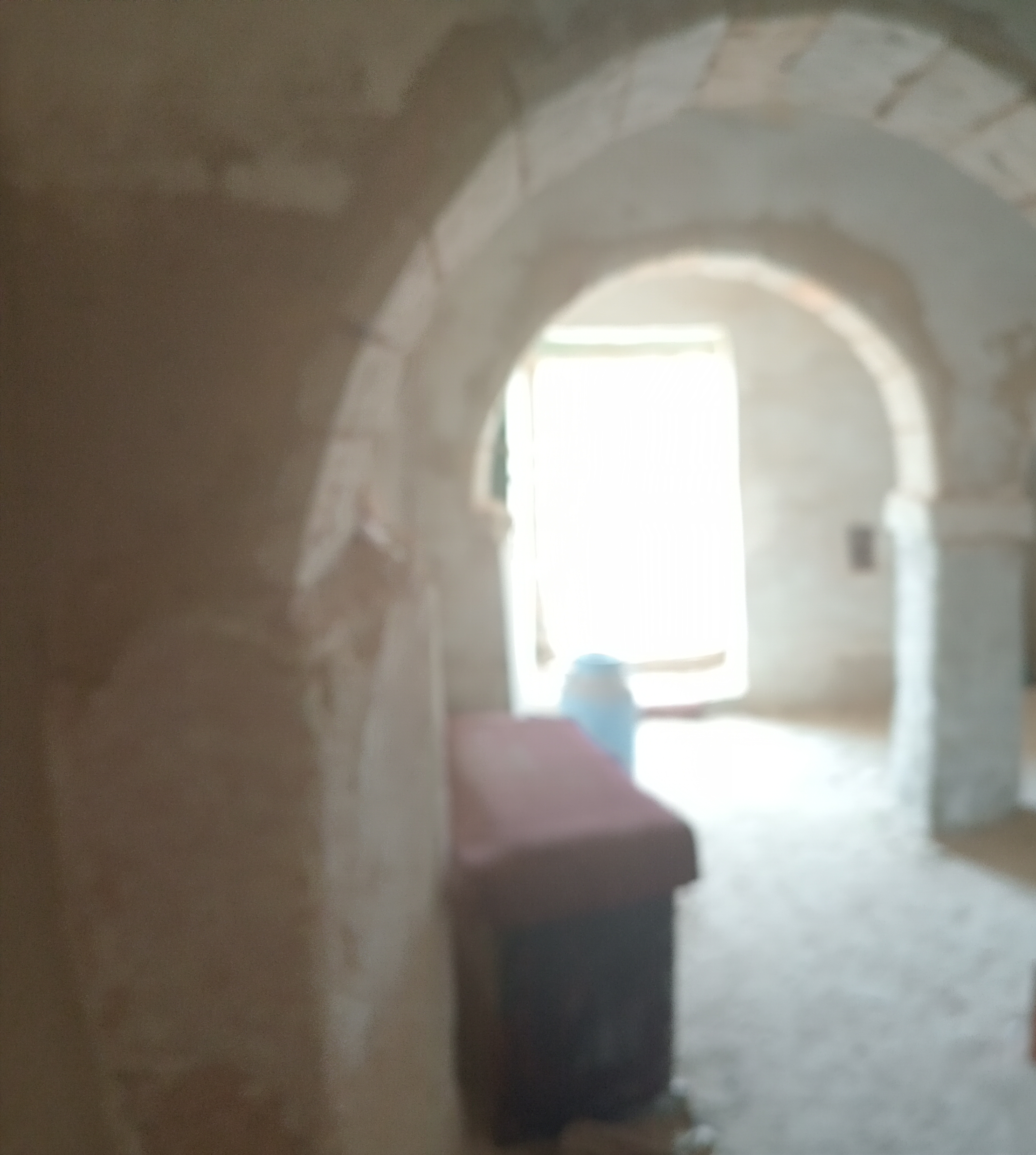
مدخل المسجد من الداخل
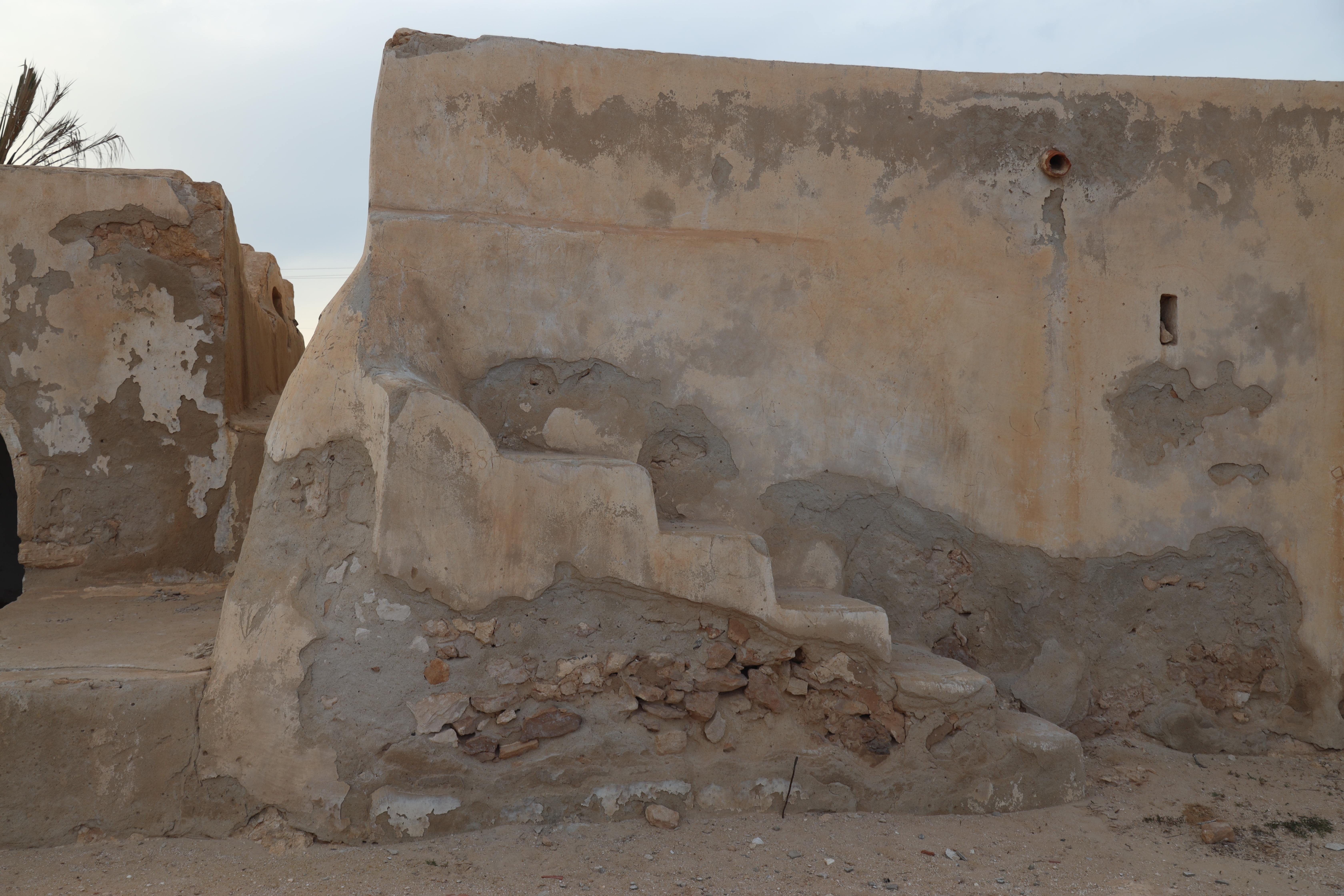
مسجد بني داود سلم خارجي
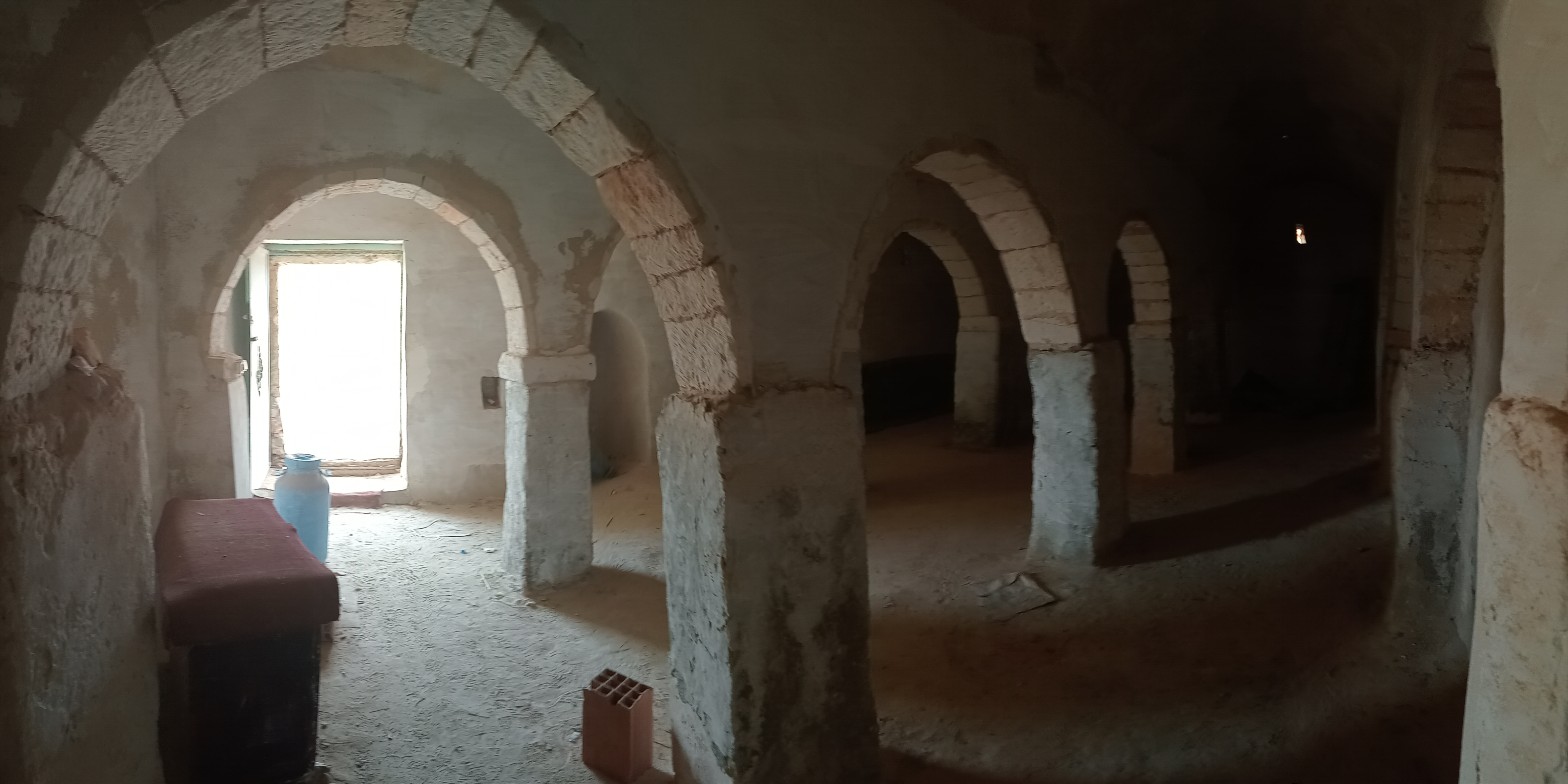
ممر داخلي